# Manoir d'Harjattula
Le manoir d'Harjattula (finnois : Harjattulan kartano) est un manoir situé dans le quartier de Kakskerta à Turku en Finlande.

## Présentation
Le bâtiment principal du manoir d'Harjattula est Frithiof Strandell et construit de 1918 à 1920 puis rénové par Benito Casagrande de 1980 à 1984.
Actuellement, sur les terres du manoir se trouvent la Salle de banquet Harjattulan Lasipalatsi et le restaurant Ravintola Wanha Talli.

## Institut Paasikivi
L'institut Paasikivi est installé depuis 1980 dans le bâtiment principal du manoir.